# Роже Кінш
Роже Кінш (фр. Roger Quinche, 22 липня 1922, Альшвіль — 3 вересня 1982) — швейцарський футболіст, що грав на позиції півзахисника за клуби «Грассгоппер» та «Берн», а також національну збірну Швейцарії. По завершенні ігрової кар'єри — тренер.

## Клубна кар'єра
У футболі дебютував 1949 року виступами за команду «Грассгоппер», в якій провів один сезон. 
1950 року перейшов до клубу «Берн», за який відіграв 4 сезони. Завершив професійну кар'єру футболіста виступами за команду «Берн» у 1954 році.

## Виступи за збірну
1949 року дебютував в офіційних матчах у складі національної збірної Швейцарії. Протягом кар'єри у національній команді провів у її формі 11 матчів.
У складі збірної був учасником чемпіонату світу 1950 року у Бразилії, де зіграв з Югославією (0-3), з Бразилією (2-2) і з Мексикою (2-1). 

## Кар'єра тренера
Після закінчення кар'єри гравця очолював тренерський штаб національної збірної Швейцарії в тріумвіраті з Їржі Соботкою і Жаком Гулем протягом 1964 року.
Помер 3 вересня 1982 року на 61-му році життя.